# Mètode de la falsa posició
En anàlisi numèrica, el mètode de la falsa posició (o també regula falsi) és un algorisme iteratiu que permet trobar l'arrel aproximada d'una funció. Es pot pensar com una modificació del mètode de la secant, fent que convergeixi sempre cap a una arrel.

## Introducció

### Mètode recursiu
El de la falsa posició és un mètode recursiu que partint de dos valors inicials va trobant aproximacions cada vegada millors de l'arrel de la funció. És a dir, que es crea una successió de {\displaystyle \{x_{i}\}_{i\geq 0}} de manera que

{\displaystyle \lim _{n\to \infty }x_{n}=\alpha }

on {\displaystyle \,f(\alpha )=0} és l'arrel de la funció.

### Fonament de l'algorisme
Una manera de trobar una arrel d'una funció és aplicar el teorema del valor mitjà entre {\displaystyle [x_{n},\alpha ]\,}, d'on obtenim que:

{\displaystyle \alpha =x_{n}-{\frac {f(x_{n})}{f'(c)}},\quad c\in (x_{n},\alpha )}

Donat que {\displaystyle \,c} és un valor desconegut, podem aproximar-lo i en lloc de {\displaystyle \,\alpha } obtindrem una segona aproximació de l'arrel que anomenarem {\displaystyle \,x_{n+1}}, d'on podrem obtenir una tercera aproximació, i així successivament.

## Definició formal
Sigui {\displaystyle f:[a,b]\rightarrow \mathbb {R} } una funció contínua tal que {\displaystyle f(a)\cdot f(b)<0}, el teorema de Bolzano ens assegura que existeix com a mínim una arrel de la funció en aquest interval. Tenint en compte aquestes condicions, el mètode de la falsa posició es defineix com:
| Sigui {\displaystyle \,x_{n'}} el més gran dels {\displaystyle \{x_{n-1},\ldots ,x_{0}\}} que compleix que {\displaystyle f(x_{n})\cdot f(x_{n'})<0}, llavors trobem el següent element de la sèrie recurrent com: {\displaystyle x_{n+1}=x_{n}-{\frac {f(x_{n})}{f(x_{n})-f(x_{n'})}}(x_{n}-x_{n'}),\quad n\geq 1} on {\displaystyle x_{0}=a,\,x_{1}=b}. |

Així doncs, el mètode de la falsa posició aproxima {\displaystyle \,f'(c)\approx {\frac {f(x_{n})-f(x_{n'})}{x_{n}-x_{n'}}}}.

## Exemple
Suposant que es vol resoldre l'equació {\displaystyle \,\cos(x)=x^{3}}. Cal definir {\displaystyle \,f(x)=\cos(x)-x^{3}}, i trobar dos valors {\displaystyle \,a,b:f(a)\cdot f(b)<0}. Aquests dos valors poden ser {\displaystyle \,a=0=x_{0},b=1=x_{1}}, ja que {\displaystyle f(a)>0,f(b)<0}. Es fa la primera iteració per trobar la segona aproximació:

{\displaystyle x_{2}=1-{\frac {\cos(1)-1^{3}}{\cos(1)-1^{3}-\cos(0)+0^{3}}}(1-0)=0.68507}

Donat que {\displaystyle f(x_{2})>0}, tenim que {\displaystyle \,n=2,n'=1}. És a dir, que la següent iteració és:

{\displaystyle x_{3}=0.68507-{\frac {\cos(0.68507)-0.68507^{3}}{\cos(0.68507)-0.68507^{3}-\cos(1)+1^{3}}}(0.68507-1)=0.84136}

Ara {\displaystyle \,f(x_{3})>0}, per tant {\displaystyle \,n=3,n'=1}. És a dir, que:

{\displaystyle x_{3}=0.84136-{\frac {\cos(0.84136)-0.84136^{3}}{\cos(0.84136)-0.84136^{3}-\cos(0.68507)+0.68507^{3}}}(0.84136-0.68507)=0.86255}

Si repetim unes quantes vegades el procés i utilitzem més xifres decimals arribem a que:

{\displaystyle \alpha \approx x_{15}=0.8654744033102}